# 頂複門的生命週期
頂複門物種的生命週期包括以下各個階段：

一般頂複門物種的細胞構造：1-polar ring, 2-conoid, 3-micronemes, 4-rhoptries, 5-nucleus, 6-nucleolus, 7-mitochondria, 8-posterior ring, 9-alveoli, 10-golgi apparatus, 11-micropore.

作為一組細胞內寄生蟲，頂複門的生命週期階段讓牠們透過演化去適應牠們所暴露於的各種複雜的環境下生存。
簇蟲亞綱的身細胞內都有營養體。